# Lois Delander
Lois Eleanor Delander (14 février 1911 - 23 janvier 1985) est Miss America, en 1927.

## Biographie
Lois Delander est née à Joliet dans l'Illinois. À seize ans, elle est couronnée Miss America, le jour des vingt ans de mariage de ses parents.
Elle est l'un des modèles les plus célèbres figurant dans les calendriers d'art de Gerlach Barklow Co. (en). Un pastel de Lois Delander, portant un maillot de bain blanc, est l'œuvre la plus connue de l'artiste Adelaide Hiebel (en).
Elle se marie avec Ralph Lang, un agent de change, avec qui elle a trois filles. Elle meurt à Chicago, en 1985, à l'âge de 73 ans.

### Source de la traduction
- (en) Cet article est partiellement ou en totalité issu de l’article de Wikipédia en anglais intitulé « Lois Delander » (voir la liste des auteurs).